# Ferrovia Lione-Marsiglia
La ferrovia Lione-Marsiglia (in francese Ligne de Lyon-Perrache à Marseille-Saint-Charles (via Grenoble)) è una linea ferroviaria francese che collega Lione con Marsiglia passando per Grenoble, Sisteron e Aix-en-Provence.

## Storia
La legge del 16 luglio 1845 autorizzava la costruzione di una ferrovia da Lione ad Avignone con una diramazione per Grenoble. Tra i percorsi considerati (linea diretta da Lione a Grenoble, linea da Valence a Grenoble, linea est-ovest situata tra le prime due), fu scelta quest'ultima opzione, sotto forma di una diramazione di 93 km tra Saint-Rambert-d'Albon e Grenoble. Questa soluzione oltre a ridurre la lunghezza della linea, rappresentava un compromesso tra i collegamenti da Grenoble a nord e a sud della valle del Rodano. Un primo segmento da Saint-Rambert a Rives fu quindi concessa alla Compagnie du chemin de fer de Lyon à Avignon il 10 giugno 1846. Poiché la società non riuscì a completare la costruzione di questa ferrovia, la concessione fu revocata con decreto ministeriale il 28 dicembre 1847.
Il 13 gennaio 1855, una nuova concessione per una linea da Saint-Rambert a Grenoble fu assegnata alla Compagnie du chemin de fer de Saint-Rambert à Grenoble. Il tratto da Saint-Rambert a Rives fu inaugurato il 5 novembre 1856, mentre quello da Rives a Piquepierre il 10 luglio 1857. Quest'ultimo segmento, lungo 39 km, fu prolungato fino a Grenoble il 1º luglio 1858, una volta completato il ponte sull'Isère. Grenoble era collegata a Lione, ma con una grande deviazione attraverso Saint Rambert.
Il 18 marzo 1857, la Compagnie du Chemin de Fer de Saint-Rambert à Grenoble ottenne, su sua richiesta, una linea più diretta da Lione a Grenoble. Numerosi dibattiti precedettero l'istituzione della linea, che alla fine sarebbe passata per La Tour-du-Pin mediante la realizzazione di un percorso a "S". La linea fu messa in servizio in cinque tappe:
- Lione a Bourgoin il 1º luglio 1858;
- Bourgoin a Saint-André-le-Gaz il 22 agosto 1861;
- Saint-André-le-Gaz a Châbons il 14 giugno 1862;
- Châbons a Grand-Lemps l'8 gennaio 1862;
- Grand-Lemps a Rives il 24 dicembre 1860.

Il 5 dicembre 1857 la società concessionaria cambiò nome in Compagnie des chemins de fer du Dauphiné, che a sua volta si fonderà con la Compagnie des chemins de fer de Paris à Lyon et à la Méditerranée (PLM) l'11 giugno 1859.
Il 19 giugno 1857, una linea da Avignone a Gap con una diramazione per Aix-en-Provence fu concessa alla PLM su base contingente. La linea comprendeva anche un prolungamento da Gap al confine con il Regno di Sardegna al valico del Monginevro. Il 25 agosto 1861 la concessione fu dichiarata di pubblico interesse e divenne definitiva. L'apertura all'esercizio avvenne in quattro fasi:
- Veynes a Sisteron il 1º febbraio 1875
- Sisteron a Volx il 25 novembre 1872
- Volx a Pertuis l'8 luglio 1872
- Pertuis ad Aix-en-Provence l'11 maggio 1872.

L'11 giugno 1863, la PLM ottenne una concessione su base contingente per una linea da Grenoble alla linea Avignone-Gap. In seguito a una dichiarazione di pubblico interesse, la concessione divenne definitiva il 2 gennaio 1869. La messa in servizio avvenne in due fasi:
- Grenoble a Vif l'11 dicembre 1876;
- Vif a Veynes (nodo di Poteau-Saint-Luc) il 27 luglio 1878.

Infine, l'11 giugno 1863, fu assegnato alla PLM anche il tratto da Aix-en-Provence a Marsiglia che entrò in servizio il 15 ottobre 1877.
L'8 ottobre 1950 è stato inaugurato un collegamento diretto a Pertuis che evita ai treni che non hanno una fermata commerciale alla stazione di Pertuis di cambiare direzione.

## Percorso
| Unknown route-map component "vLSTR-" |

| Unknown route-map component "d" | Unknown route-map component "tSTRa" |  |  | Unknown route-map component "vLSTR-" |

| Unknown route-map component "d" | Unknown route-map component "tSTRe" |  |  | Unknown route-map component "vSTR-LSTR" |

| Unknown route-map component "d" | Unknown route-map component "SPLa" |  |  | Unknown route-map component "vSTR" |

| Unknown route-map component "dWASSERq" | Unknown route-map component "vWBRÜCKE1" | Unknown route-map component "dWASSERq" | Unknown route-map component "d" |  | Unknown route-map component "vÜWBl" |

| Unknown route-map component "dSHI2+l" | Unknown route-map component "vSHI2r-" + Unknown route-map component "vÜST" |  |  | Unknown route-map component "vBHF" |

| 507,925 |
| 5,010   |

|  | Unknown route-map component "dSTR" | Unknown route-map component "vSTR" |  |  | Unknown route-map component "vSTR-eABZgl" | Unknown route-map component "exLSTRq" |

| Unknown route-map component "dXPLTaq" + Unknown route-map component "dBHF" | Unknown route-map component "vXBHF-R" |  |  | Unknown route-map component "vSTR" |

| 510,915 |
| 0,000   |

| Unknown route-map component "dLSTR" | Unknown route-map component "vÜST" |  |  | Unknown route-map component "vSTR" |

| Unknown route-map component "dRAq" | Unknown route-map component "vSKRZ-Ao" | Unknown route-map component "dRAq" | Unknown route-map component "d" |  | Unknown route-map component "vSTR" |

| Unknown route-map component "dWASSERq" | Unknown route-map component "vWBRÜCKE1" | Unknown route-map component "dWASSERq" | Unknown route-map component "d" |  | Unknown route-map component "vÜST" |

| Unknown route-map component "d" | Unknown route-map component "vSTR-BHF" |  |  | Unknown route-map component "vSTR" |

| Unknown route-map component "BS2+l" | Unknown route-map component "ABZgl" + Unknown route-map component "BS2c4" | Unknown route-map component "SHI4g+rq" | Unknown route-map component "STRr+1h" | Straight track + Unknown route-map component "BS2c4" |

| Unknown route-map component "ABZgl" | Unknown route-map component "KRZo" | Unknown route-map component "SHI4lq" |  | Straight track |

| Unknown route-map component "dSTR" | Unknown route-map component "vSTR+l-STRo" | Transverse track | Transverse track | Unknown route-map component "v-STRr" |

| Unknown route-map component "dSTR" | Unknown route-map component "dSHI2gl" | Unknown route-map component "d-KRZ2+4o" | Unknown route-map component "STRc3" |  |  |

| Unknown route-map component "dSTR" | Unknown route-map component "dSTR2" | Unknown route-map component "dKRZc1o" + Unknown route-map component "dSTRc2" + Unknown route-map component "dSTRc3" | Unknown route-map component "STR3+4" |  |  |

| Unknown route-map component "vSTR-" + Unknown route-map component "lv-INT" + Unknown route-map component "STRc1" | Unknown route-map component "dABZg+14" | Unknown route-map component "STRc4" |  |  |

| Straight track | Unknown route-map component "ABZg2" | Unknown route-map component "STRc3" |  |  |

| Unknown route-map component "dABZg2" | Unknown route-map component "v-SHI2gr" + Unknown route-map component "STRc3" | Unknown route-map component "cSTRc1" | Unknown route-map component "STR+4" | Unknown route-map component "cd" |  |

| Unknown route-map component "dSTR" + Unknown route-map component "dSTRc1" | Unknown route-map component "dSHI2l" + Unknown route-map component "dSTR2+4-" | Unknown route-map component "d-KRZ2+4u" | Unknown route-map component "STRc3" + Unknown route-map component "v-STR" |  |  |

| Unknown route-map component "vSHI2l-" | Unknown route-map component "dKRZc1u" | Unknown route-map component "vSTR+4-" + Unknown route-map component "v-STR+4" + Unknown route-map component "v-STR" |  |  |

| Unknown route-map component "dLSTRq" | Unknown route-map component "dSTRr+1h" + Unknown route-map component "dSTRq" | Unknown route-map component "STRr+1h" + Unknown route-map component "ABZqr" + Unknown route-map component "BS2c4" | Unknown route-map component "ABZg+r" + Unknown route-map component "BS2c4" |  |  |

| Unknown route-map component "eBHF" |

| Station on track |

| Non-passenger station/depot on track |

| Unknown route-map component "HSTeBHF" |

| Unknown route-map component "uexLSTRq" | Unknown route-map component "emKRZu" | Unknown route-map component "uexLSTRq" |

| Unknown route-map component "SKRZ-Ao" |

| Unknown route-map component "lSHST" + Unknown route-map component "STR~L" | Unknown route-map component "STR~R" |

| Unknown route-map component "exlBHF" + Small non-passenger station on track |

| Unknown route-map component "SEC2" |

| 1,5 kV CC |
| 25 kV CA  |

| Unknown route-map component "exlBHF" + Small non-passenger station on track |

|  |  | Straight track + Unknown route-map component "BS2c2" | Unknown route-map component "STR3h+l" | Unknown route-map component "LSTRq" |

| Unknown route-map component "dSHI2+l" | Unknown route-map component "dSHI2r" + Unknown route-map component "dKRZc2u" | Unknown route-map component "dABZg3" |

| Unknown route-map component "dSHI2g+l" | Unknown route-map component "dKRZ3+1u-" + Unknown route-map component "dSTRc2" | Unknown route-map component "dSTR3" + Unknown route-map component "dSTRc4" |

| Unknown route-map component "LSTRq" | Unknown route-map component "dSTRq" | Unknown route-map component "cd" + One way rightward | Unknown route-map component "dABZg+1" | Unknown route-map component "cSTRc4" |  |  |

| Unknown route-map component "STR~L" | Unknown route-map component "STR~R" + Unknown route-map component "lSHST" |

| Station on track |

| Station on track |

| Unknown route-map component "eBHF" |

| Station on track |

| Unknown route-map component "eBHF" |

| Station on track |

| Unknown route-map component "eBHF" |

| Unknown route-map component "SKRZ-Au" |

| Unknown route-map component "HSTeBHF" |

| Unknown route-map component "GENAIR" | Straight track |  |

| Unknown route-map component "SKRZ-Au" |

|  | Station on track + Unknown route-map component "HUBaq" | Unknown route-map component "uexKBHFa" + Unknown route-map component "HUBeq" |

|  |  | Unknown route-map component "SHI2gl" | Unknown route-map component "uexSTRl" + Unknown route-map component "BS2c3" | Unknown route-map component "uexLSTRq" |

| Unknown route-map component "d" | Unknown route-map component "vBHF" |

|  |  | Unknown route-map component "SHI2g+l" | Unknown route-map component "STRl+4h" | Unknown route-map component "LSTRq" |

|  | Straight track | Unknown route-map component "lSHST" |

| Unknown route-map component "SEC2" |

| Unknown route-map component "HSTeBHF" |

| Unknown route-map component "HSTeBHF" |

| Unknown route-map component "SKRZ-Au" |

| Unknown route-map component "uexLSTRq" | Unknown route-map component "uexSTR+r" | Unknown route-map component "dSTR" |  |  |

| Unknown route-map component "cd" + Unknown route-map component "uexKBHFa" + Unknown route-map component "HUBaq" | Unknown route-map component "c" + Unknown route-map component "uexBHF" | Unknown route-map component "d" + Unknown route-map component "dHUBq" | Unknown route-map component "HSTeBHF" + Unknown route-map component "HUBeq" | Unknown route-map component "d" |  |

| Unknown route-map component "uexdLSTRq" | Unknown route-map component "uexSTRr" | Unknown route-map component "uexdSTR" | Straight track |  |  |

| Unknown route-map component "uexSTRl" | Unknown route-map component "emdKRZu" | Unknown route-map component "uexLSTRq" |

| Unknown route-map component "exLSTRq" | Unknown route-map component "exSTRq" | Unknown route-map component "eABZg+r" |  |  |

| Unknown route-map component "pHST" |

| Station on track |

| Unknown route-map component "hKRZWae" |

| Unknown route-map component "SKRZ-Au" |

| Enter and exit tunnel |

| Unknown route-map component "HSTeBHF" |

| Enter and exit tunnel |

| Unknown route-map component "uexSTR+l" | Unknown route-map component "emKRZo" | Unknown route-map component "uexLSTRq" |

| Unknown route-map component "uexBHF" + Unknown route-map component "HUBaq" | Station on track + Unknown route-map component "HUBeq" |  |

| Unknown route-map component "uexSTRl" | Unknown route-map component "emKRZu" | Unknown route-map component "uexLSTRq" |

| Unknown route-map component "eBHF" |

| Unknown route-map component "SKRZ-Au" |

| Unknown route-map component "lSHST" | Straight track |  |

| Unknown route-map component "LSTRq" | Unknown route-map component "STR2h+r" | Straight track + Unknown route-map component "BS2c3" |  |  |

| Unknown route-map component "vÜSTu+r" | Unknown route-map component "d" |

| Unknown route-map component "vBHF" | Unknown route-map component "d" |

| Unknown route-map component "v-SHI2g+r" | Unknown route-map component "d" |

| Unknown route-map component "SKRZ-Au" |

| Enter and exit tunnel |

| Unknown route-map component "HSTeBHF" |

| Unknown route-map component "eBHF" |

| Station on track |

| Unknown route-map component "SKRZ-Au" |

| Transverse water | Unknown route-map component "hKRZWae" | Transverse water |

| Station on track |

| Unknown route-map component "hSTRae" |

|  |  | Unknown route-map component "ABZgl" | Unknown route-map component "ENDExeq" | Unknown route-map component "exSTR+r" |

|  |  | Unknown route-map component "ABZgl" | Transverse track | Unknown route-map component "xABZg+r" |

|  |  | Straight track |  | Unknown route-map component "LSTR" |

| Unknown route-map component "SEC1" |

| Station on track |

| Enter and exit short tunnel |

|  | Station on track + Unknown route-map component "HUBaq" | Unknown route-map component "uexKBHFa" + Unknown route-map component "HUBeq" |

|  | Unknown route-map component "eKRWgl" | Unused straight waterway + Unknown route-map component "exKRW+r" |

|  | Straight track | Unknown route-map component "uexKSTRa" + Unknown route-map component "exKDSTe" |

|  |  | Straight track | Unknown route-map component "uexSTRl" | Unknown route-map component "uexLSTRq" |

| Transverse water | Small bridge over water | Transverse water |

| Unknown route-map component "b" | Straight track | Unknown route-map component "uexSTR+l" | Unknown route-map component "uexSTR+r" |

| Unknown route-map component "b" | Unknown route-map component "HSTeBHF" + Unknown route-map component "HUBaq" | Unknown route-map component "uexKBHFe" + Unknown route-map component "HUBeq" | Unknown route-map component "uexTUNNEL1" |

| Unknown route-map component "b" | Straight track |  | Unknown route-map component "uexLSTR" |

| Transverse water | Unknown route-map component "hKRZWae" | Transverse water |

| Enter and exit short tunnel |

| Station on track |

| Unknown route-map component "SKRZ-Au" |

| Enter and exit tunnel |

| Transverse water | Unknown route-map component "hKRZWae" | Transverse water |

| Unknown route-map component "SKRZ-Au" |

| Enter and exit tunnel |

| Transverse water | Small bridge over water | Transverse water |

| Unknown route-map component "eBHF" |

| Enter and exit tunnel |

| Enter and exit tunnel |

| Enter and exit tunnel |

| Enter and exit short tunnel |

| Station on track |

| Enter and exit tunnel |

| Unknown route-map component "eHST" |

| Enter and exit tunnel |

| Enter and exit short tunnel |

| Unknown route-map component "hSTRae" |

| Unknown route-map component "eHST" |

| Unknown route-map component "eTUNNEL2" |

| Enter and exit tunnel |

| Enter and exit tunnel |

| Unknown route-map component "hSTRae" |

| Enter and exit tunnel |

| Enter and exit tunnel |

| Transverse water | Small bridge over water | Transverse water |

| Unknown route-map component "hSTRae" |

| Transverse water | Small bridge over water | Transverse water |

| Enter and exit tunnel |

| Unknown route-map component "HSTeBHF" |

| Transverse water | Small bridge over water | Transverse water |

| Unknown route-map component "eBHF" |

| Unknown route-map component "STRo" |

| Transverse water | Small bridge over water | Transverse water |

| Enter and exit tunnel |

| Unknown route-map component "eBHF" |

| Enter and exit tunnel |

| Transverse water | Unknown route-map component "hKRZWae" | Transverse water |

| Enter and exit short tunnel |

| Enter and exit short tunnel |

| Enter and exit short tunnel |

| Transverse water | Small bridge over water | Transverse water |

| Transverse water | Small bridge over water | Transverse water |

| Enter and exit short tunnel |

| Enter and exit short tunnel |

| Enter and exit tunnel |

| Enter and exit short tunnel |

| Unknown route-map component "eBHF" |

| Unknown route-map component "GIPl" |

| Transverse water | Unknown route-map component "hKRZWae" | Transverse water |

| Unknown route-map component "HSTeBHF" |

| Transverse water | Small bridge over water | Transverse water |

| Unknown route-map component "eBHF" |

| Transverse water | Small bridge over water | Transverse water |

| Transverse water | Small bridge over water | Transverse water |

| Unknown route-map component "eBHF" |

| Enter and exit short tunnel |

| Enter and exit tunnel |

| Transverse water | Small bridge over water | Transverse water |

| Unknown route-map component "LSTRq" | Unknown route-map component "STR2h+r" | Straight track + Unknown route-map component "BS2c3" |  |  |

| Unknown route-map component "veBHF-BHF" | Unknown route-map component "d" |

| Unknown route-map component "v-SHI2g+r" | Unknown route-map component "d" |

| Transverse water | Small bridge over water | Transverse water |

| Enter and exit tunnel |

|  | Unknown route-map component "ABZl+l" | Unknown route-map component "STR+r" |

| 235,965 |
| 244,131 |

| Unknown route-map component "+c" | Straight track | Unknown route-map component "c" | Unknown route-map component "evSHI2gl-" |

| Unknown route-map component "+c" | Straight track | Unknown route-map component "c" | Unknown route-map component "vSTR-exKDSTe" |

|  | Straight track | Station on track |

|  |  | Straight track | One way leftward | Unknown route-map component "LSTRq" |

| Unknown route-map component "eHST" |

| Unknown route-map component "GENAIR" | Straight track + Unknown route-map component "vDSTR~RR" |  |

| Transverse water | Small bridge over water | Transverse water |

| Enter and exit short tunnel |

| Enter and exit tunnel |

| Station on track |

| Unknown route-map component "eHST" |

| Enter and exit tunnel |

| Unknown route-map component "eHST" |

| Station on track |

| Transverse water | Small bridge over water | Transverse water |

| Unknown route-map component "eBHF" |

| Transverse water | Small bridge over water | Transverse water |

| Transverse water | Unknown route-map component "hKRZWae" | Transverse water |

| Enter and exit tunnel |

| Station on track |

| Transverse water | Unknown route-map component "hKRZWae" | Transverse water |

| Unknown route-map component "eBHF" |

| Unknown route-map component "SKRZ-Au" |

| Unknown route-map component "eHST" |

| Unknown route-map component "b" | Straight track + Unknown route-map component "exBS2c2" | Unknown route-map component "exSTR3h+l" | Unknown route-map component "exLSTRq" |

| Unknown route-map component "d" | Unknown route-map component "vBHF-exBHF" |

| Unknown route-map component "GENAIR" | Unknown route-map component "d" + Unknown route-map component "vDSTR~RR" | Unknown route-map component "evSHI2g+l-" |  |

| Unknown route-map component "SKRZ-Au" |

| Unknown route-map component "STRo" |

| Unknown route-map component "eBHF" |

| Unknown route-map component "eHST" |

| Unknown route-map component "eHST" |

| Unknown route-map component "SKRZ-Au" |

| Unknown route-map component "SKRZ-Au" |

| Transverse water | Small bridge over water | Transverse water |

| Station on track |

| Transverse water | Small bridge over water | Transverse water |

| Transverse water | Small bridge over water | Transverse water |

| Unknown route-map component "eHST" |

| Transverse water | Small bridge over water | Transverse water |

| Transverse water | Small bridge over water | Transverse water |

| Unknown route-map component "exLSTRq" | Unknown route-map component "exSTR2h+r" | Straight track + Unknown route-map component "exBS2c3" |  |  |

| Unknown route-map component "vexBHF-eBHF" | Unknown route-map component "d" |

| Unknown route-map component "ev-SHI2g+r" | Unknown route-map component "d" |

| Transverse water | Unknown route-map component "KRZWu" | Unknown route-map component "WASSER+r" |

|  | Station on track | Water |

| Unknown route-map component "WASSER+l" | Small bridge over water | Water straight and to right |

| Unknown route-map component "WABZgl" | Small bridge over water | Unknown route-map component "v-WASSER+r" |

| Unknown route-map component "WSPLal" | Unknown route-map component "hKRZvWae" | Unknown route-map component "WSPLe+r" + Unknown route-map component "WSHI1+l" |

| 344,306 |
| 344,341 |

| Canal de décharge ;                         |
| conduite forcée EDF Sainte-Tulle Template:I |

| (33 m) ; |
| (40 m)   |

| Unknown route-map component "eBHF" |

| Unknown route-map component "eHST" |

| Enter and exit tunnel |

| Unknown route-map component "eBHF" |

| Enter and exit tunnel |

| Unknown route-map component "STRc2" | Unknown route-map component "ABZg3" |  |

| Unknown route-map component "ABZ+1l" | Unknown route-map component "ABZg+r" + Unknown route-map component "STRc4" |  |

| 371,845 |
| 379,756 |

| Station on track | Straight track |  |

| Unknown route-map component "LSTRq" | One way rightward | Straight track |  |  |

| Transverse water | Unknown route-map component "hKRZWae" | Transverse water |

| Unknown route-map component "SKRZ-Ao" |

|  |  | Straight track |  | Unknown route-map component "uexLSTR+l" |

|  |  | Unknown route-map component "HSTeBHF" + Unknown route-map component "HUBaq" | Unknown route-map component "exKBHFa" + Unknown route-map component "HUBq" | Unknown route-map component "uexKBHFe" + Unknown route-map component "HUBeq" |

| Unknown route-map component "exLSTRq" | Unknown route-map component "eKRZo" | Unknown route-map component "exSTRr" |

| Transverse water | Small bridge over water | Transverse water |

| Enter and exit tunnel |

| Unknown route-map component "eHST" |

| Unknown route-map component "SKRZ-Au" |

| Unknown route-map component "eBHF" |

| Unknown route-map component "eHST" |

| Unknown route-map component "exLSTRq" | Unknown route-map component "exSTRq" | Unknown route-map component "eABZg+r" |  |  |

| Unknown route-map component "eBHF" |

| Enter and exit tunnel |

| Unknown route-map component "eHST" |

| Unknown route-map component "LSTRq" | Transverse track | Unknown route-map component "ABZg+r" |  |  |

| Unknown route-map component "l-MKRZo" + Unknown route-map component "tSTRa@g" |

| Unknown route-map component "tSTRe@f" |

| Station on track |

| Unknown route-map component "hSKRZ-Aa" |

| Unknown route-map component "WASSERq-" | Unknown route-map component "WASSERq-" + Unknown route-map component "MSTR" + Unknown route-map component "hSTRe" | Unknown route-map component "WASSERq-" |

| Enter and exit tunnel |

| Enter and exit short tunnel |

| Unknown route-map component "eHST" |

| Enter and exit short tunnel |

|  |  | Unknown route-map component "ABZg+l" + Unknown route-map component "BS2c2" | Transverse track + Unknown route-map component "STR3h+l" | Unknown route-map component "LSTRq" |

| Unknown route-map component "d" | Unknown route-map component "vBHF-eBHF" |

| Unknown route-map component "d" | Unknown route-map component "vSHI2g+l-" |

| Station on track |

| Unknown route-map component "eBHF" |

| Unknown route-map component "HSTeBHF" |

| Enter and exit short tunnel |

| Enter and exit short tunnel |

| Enter and exit short tunnel |

| Enter and exit short tunnel |

| Unknown route-map component "SKRZ-Ao" |

| Unknown route-map component "STRo" |

| Enter and exit short tunnel |

| Stop on track |

| Unknown route-map component "eBHF" |

| Unknown route-map component "RAe" + Unknown route-map component "lKRZo+L" | Unknown route-map component "tRAq" + Straight track | Unknown route-map component "RAw" + Unknown route-map component "lKRZo+R" |

| Transverse water | Unknown route-map component "hKRZWae" | Transverse water |

| Enter and exit short tunnel |

| Unknown route-map component "eBHF" |

| Stop on track |

| Enter and exit short tunnel |

| Station on track |

| Stop on track |

| Unknown route-map component "tRAq" + Unknown route-map component "lhMSTRae" + Straight track |

| Unknown route-map component "LSTR+r" | Straight track |  |

| Unknown route-map component "eBHF" | Straight track |  |

| Unknown route-map component "STR2" | Unknown route-map component "STRc3" + Unknown route-map component "SEC1" |  |

| Unknown route-map component "STRc1" | Unknown route-map component "ABZg+4" |  |

| 441,999 |
| 859,846 |

| Unknown route-map component "STRc2" | Unknown route-map component "ABZ23" | Unknown route-map component "STRc3" |

| Unknown route-map component "dSTRc2" | Unknown route-map component "STR3+1" | Unknown route-map component "STRc14" | Unknown route-map component "tSTR+4a@g" | Unknown route-map component "d" |

| Unknown route-map component "v-STR+1~R" + Unknown route-map component "v-STR+l" | Unknown route-map component "dSTRq" | Unknown route-map component "tSTR+ra" | Unknown route-map component "tSTR" | Unknown route-map component "d" |

| Unknown route-map component "vÜST" | Unknown route-map component "d" + Unknown route-map component "lvSHST@G-" | Unknown route-map component "tSTR" | Unknown route-map component "tSTR" | Unknown route-map component "d" |

| Unknown route-map component "dLSTRq" | Unknown route-map component "vABZg+r-STR" | Unknown route-map component "d" | Unknown route-map component "tSTRe@f" | Unknown route-map component "tSTRe@f" |  |

| Unknown route-map component "vKBHFe" + Unknown route-map component "lv-BST" | Unknown route-map component "c" | Unknown route-map component "v-SHI2gl" | Unknown route-map component "vSHI2+r-" + Unknown route-map component "v-SHI2r" | Unknown route-map component "cd" |

| 0,000   |
| 862,050 |

| Unknown route-map component "d" | Unknown route-map component "vÜSTr" |

| Unknown route-map component "v-SHI2gr" | Unknown route-map component "dSTR" |

| 3,101 |
| 0,000 |

| Unknown route-map component "exldBHF-L" + Unknown route-map component "dBST" | Unknown route-map component "vBHF-R" |

| 3,258 |
| 0,157 |

| Unknown route-map component "LSTRq" | Unknown route-map component "v-STRr" | Unknown route-map component "vSHI5l-" + Unknown route-map component "vSTR-SHI3gl" | Unknown route-map component "SHI5+r" + Unknown route-map component "SHI3+r" | Unknown route-map component "d" |

| Unknown route-map component "+d" | Unknown route-map component "vSHI2g+l-" | Non-passenger end station |

| Unknown route-map component "LSTR" |

## Traffico
La linea è gestita in tre segmenti separati: Lione-Grenoble, Grenoble-Veynes e Veynes-Marsiglia. Il primo segmento è utilizzato dai TGV Parigi-Grenoble e dai TER Lione-Grenoble, dal traffico tra Lione e Chambery fino al nodo di Saint-André-le-Gaz e dal traffico tra Valence e Grenoble da Moirans. Il secondo segmento è utilizzato dai servizi TER tra Grenoble e Veynes o Gap. L'ultimo segmento è utilizzato dai servizi TER tra Aix-Marsiglia, Briançon-Gap-Marsiglia, Veynes-Marsiglia e Romans Bourg-de-Péage - Briançon.